# تن‌های خوب
تن‌های خوب (نام علمی: Euthynnus) نام یک سرده از تبار ماهی تن است.